# NGC 3452
NGC 3452 ist eine Spiralgalaxie vom Hubble-Typ Sa im Sternbild Becher am Südsternhimmel. Sie ist schätzungsweise 357 Millionen Lichtjahre von der Milchstraße entfernt.
Das Objekt wurde im Jahre 1880 von Andrew Ainslie Common entdeckt.